# Lipie (Rąbino)
Lipie [ˈlipjɛ] (deutsch Arnhausen) ist ein Dorf in der Landgemeinde Rąbino (Groß Rambin) mit etwa 150 Einwohnern im Powiat Świdwiński (Kreis Schivelbein)  der  polnischen Woiwodschaft Westpommern.

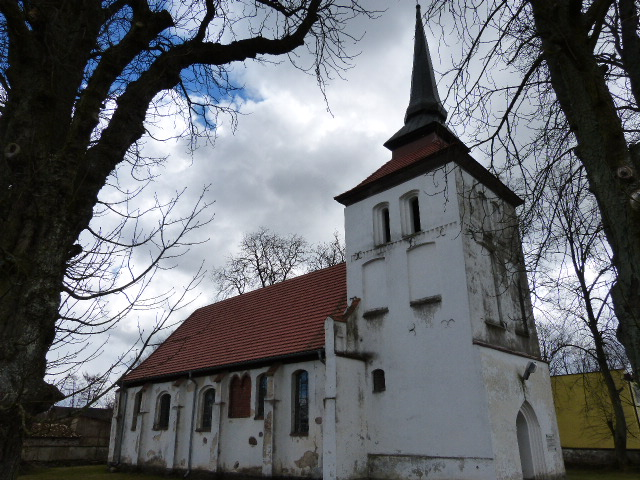
Dorfkirche (bis 1945 evangelisch)

## Geographische Lage
Lipie liegt in Hinterpommern, vier Kilometer südlich von Rąbino und etwa 14 Kilometer nordöstlich der Kreisstadt Świdwin (Schivelbein) am östlichen Ufer der Mogilica (Muglitz).

## Name
Der Name Arnhausen ist aus „Tarnus“, später „Tarnhus“ (= festes Hus, Haus) entstanden. Aus dem plattdeutschen „Arnhus“ bildete sich dann „Arnhusen“, „Arnhausen“. Dass Auswanderer aus dem Ort Arn(s)hausen bei Kissingen den Namen hierher gebracht haben sollen, ist eher zweifelhaft.

## Geschichte

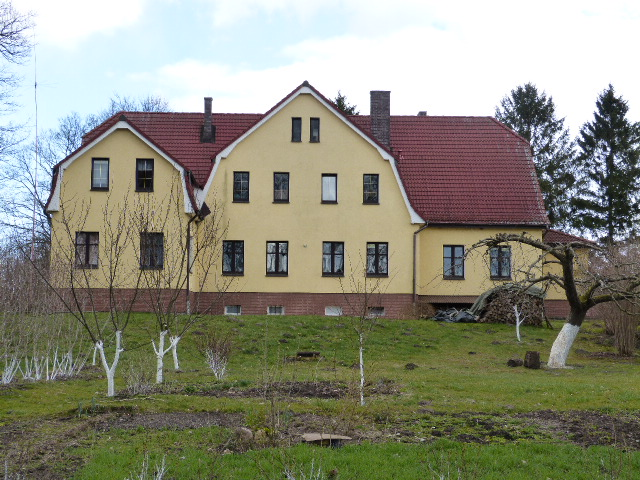
Pfarrhaus

Das pommersche Dorf Arnhausen war bis ins Mittelalter eine Stadt mit bis zu 800 Feuerstellen, also etwa 2000 Einwohnern.
Im Jahre 1287 hatte die Stadt Ratmannen.
Von der damaligen Zeit gab bis 1898 eine lange Mauer aus rohen Feldsteinen Zeugnis, die damals zum Chausseebau und zum Häuserbau in Röhlshof (heute polnisch Role) verwendet wurden.
Arnhausen wird urkundlich im Jahre 1280 im Zusammenhang mit dem Schloss Tarnhuß erwähnt. Damals verbürgten die Markgrafen von Brandenburg dem Bischof Hermann Graf von Gleichen (1252–1288) von Cammin den Besitz dieser Burg.
Im Jahre 1321 war der Ort Zentrum des Landes Arnhausen, das zwischen dem Land Belgard und dem Land Schivelbein (mit letzterem bildete es wahrscheinlich 1337 das „Land Zinnenburg“) lag, und dessen Grenzen im Jahre 1321 wie folgt beschrieben werden: im Osten von der Grenze zum Land Belgard in Richtung der Mündung des Teipelbaches in die Persante (heute polnisch: Parsęta), dann über die  Muglitz (heute polnisch: Mogilica) zum Lipesee bei Lutzig (Stare Ludzicko) und zum Dewsberg, von hier durch den Polziner Busch bis nach Zemmin (Cieminko), zwischen Alt Wuhrow (Stare Worowo) und Neu Wuhrow (Nowe Worowo) bis Reppow (Rzepowo) im Süden, und zurück östlich der Orte Rützow, Karsbaum (Karsibór), Repzin (Rzepczyno), Klützkow (Kluczkowo), Nemmin (Niemierzyno) und Nelep (Nielep) bis Dolgenow (Dołganów). Als Grenzmal zwischen dem Land Belgard und dem Land Arnhausen wird 1321 eine Eiche urkundlich erwähnt, die mindestens noch 1924 existierte, bis dahin einen Umfang von etwa 9½ Metern angenommen hatte und als eine der stärksten und ältesten von ganz Pommern galt. Als ihr Standort wird  1924 der Weg angegeben, der von  Neu-Lutzig (Nowe Ludzicko) über den Bahnhof Lutzig (Bahnhof Stare Ludzicko) südlich nach Dewsberg (Dziwogóra) führt.
Im Jahre 1385 werden Burg und Stadt Arnhausen als bischöflich genannt, wobei das Land Arnhausen jedoch schon zwei Jahre später dem Bischof verloren geht und herzoglich wird.
Um 1510 noch war Arnhausen eine Stadt mit einem Schloss, für das die Einwohner des damaligen Dorfes Polzin (heute polnisch: Połczyn-Zdrój) verschiedene Dienste leisten mussten. Noch 1523 war Arnhausen  der Stammsitz derer von Manteuffel, bekannt geworden durch den letzten vorreformatorischen Bischof Erasmus von Manteuffel-Arnhausen (1480–1544). Zum Besitz dieser Familie gehörten in der Mitte des 16. Jahrhunderts fast alle Orte im Gebiet des Landes Arnhausen, darunter auch Polzin. Carl von Manteuffel machte dieses Dorf zu einer Stadt, und Arnhausen wurde dörflich.
Im Dreißigjährigen Krieg wurde der Ort vollständig zerstört. Viele Bürger verließen ihre Heimat.
In der zweiten Hälfte des 19. Jahrhunderts wird Arnhausen mit den Ortschaften Heyde (heute: Modrzewiec), Jeseritz (Jezierzyce) und Passentin (Paszęcin) als kleines Dorf mit kaum 500 Einwohnern erwähnt. 1847 erwarb Hellmuth Friedrich Heinrich Müller aus Mecklenburg-Strelitz das Gut, das 1865 mit dem Hofapotheker Siemerling noch einmal den Besitzer wechselte, und – mit Heyde – bei Kriegsende 1945 Hans-Ulrich Pretzell gehörte. Letzter Eigentümer auf Jeseritz war Rudolf von Kleist, auf Passentin Friedrich Wilhelm Nicolai.
Bis 1945 gehörte Arnhausen zum Landkreis Belgard im Regierungsbezirk Köslin der preußischen Provinz Pommern. 1939 lebten in dem Dorf im Kreis Belgard in Pommern 735 Einwohner. Der Ort war durch die Kreisstraße Belgard–Schivelbein über Groß Rambin und die Bahnstation Groß Rambin der Strecke Stargard–Danzig verkehrsmäßig erschlossen.
Gegen Ende des Zweiten Weltkriegs marschierten am 3. März 1945 sowjetische Truppen in Arnhausen ein. Der Gutshof und die Arbeitshäuser wurden zerstört, unbeschädigt blieb das erst 1912 erbaute Gutshaus und ein kleines Wirtschaftsgebäude. Bald nach der Besetzung durch die Rote Armee wurde Arnhausen zusammen mit ganz Hinterpommern unter polnische Verwaltung gestellt. Es setzte nun die Zuwanderung polnischer Zivilisten ein. In der darauf folgenden Zeit wurden die Einwohner vertrieben. Die deutsche Ortschaft Arnhausen wurde in  Lipie umbenannt.   Die letzten deutschen Gemeindebürgermeister waren Walter Frank und Paul Scheunemann.
Heute ist Lipie Teil der Gmina Rąbino, die eine Gesamtfläche von 180 km² mit 4270 Einwohnern umfasst. Die Kirche von Lipie zählt zu den örtlichen Sehenswürdigkeiten, und ein ökologisches Schulungszentrum lädt Kinder und Jugendliche zu Seminaren über Umweltschutz und Ökologie ein. Sehenswert sind das Schloss mit alter Parkanlage (heute Sitz der Sozialhilfeanstalt) in Modrzewiec und der Jezierzyce-See mit der Parkanlage aus dem 19. Jahrhundert.

### Amt Arnhausen
Arnhausen bildete bis 1945 mit den Gemeinden Retzin (Rzecino) mit Granzin (Gręzino) und Röhlshof (Role) einen eigenen Amtsbezirk. Letzter deutscher Amtsvorsteher war Paul Griep, den Friedrich Ohlow aus Retzin vertrat.

### Standesamt Arnhausen
Arnhausen bildete auch einen Standesamtsbezirk mit den Gemeinden des Amtsbezirks Arnhausen sowie Zwirnitz (Świerznica) aus dem Amtsbezirk Ballenberg (Biała Góra). Letzter Standesbeamter war Walter Frank, der von Hans-Ulrich Pretzell vertreten wurde.

## Einwohnerzahlen
| Jahr | Anzahl | Anmerkungen                                               |
| ---- | ------ | --------------------------------------------------------- |
| 1867 | 319    | [ 4 ]                                                     |
| 1871 | 289    | [ 4 ]                                                     |
| 1925 | 855    | darunter 848 Evangelische, zwei Katholiken und vier Juden |
| 1933 | 738    | [ 6 ]                                                     |
| 1939 | 735    | [ 6 ]                                                     |

## Kirche

### Evangelisches Kirchspiel (bis 1945)
Das Kirchspiel Arnhausen gehörte bis 1945 zum Kirchenkreis Belgard in der Kirchenprovinz Pommern der Evangelischen Kirche der Altpreußischen Union. Eingepfarrt waren die Orte Röhlshof (heute: Role), Heyde (Modrzewiec), Jeseritz (Jezierzyce) und Passentin (Paszęcin). Filialgemeinden waren Langen (Łęgi) mit Groß Wardin (Wardyń Dolny), Retzin (Rzecino) mit Granzin (Gręzino) sowie Zwirnitz (Świerznica). Das Kirchenpatronat oblag den 44 Teilbesitzern des Gutes Arnhausen, das Patronat für Langen und Retzin hatten die jeweiligen Gutsherrschaften inne. Das Pfarrwahlrecht hatte allein das Patronat von Arnhausen.
Seit 1903 bestand das Pfarrvikariat Groß Rambin (heute: Rąbino), das die Ortschaften Groß- und Klein Rambin (Rąbinko), Battin (Batyń), Glötzin (Głodzino) und Ganzkow (Gąsków) umfasste. 1914 wurde Groß Rambin zu einer Filialgemeinde von Arnhausen erklärt. Ein Kirchenpatronat bestand nicht.
Das Kirchspiel Arnhausen zählte im Jahr 1940 insgesamt 2.140 Gemeindeglieder, davon 960 in der Gemeinde Arnhausen und 1180 in den Tochtergemeinden Langen (462), Retzin (508) und Zwirnitz (210). Zum Pfarrvikariat Groß Rambin gehörten damals 1.718 Gemeindeglieder.
Evangelische Christen, die heute im Gebiet des ehemaligen Kirchspiels Arnhausen wohnen, gehören zur Diecezja Pomorsko-Wielkopolska (Diözese Pommern-Großpolen) mit Sitz in Sopot (Zoppot) der Kościół Ewangelicko-Augsburski (Luterański) w Polsce (Evangelisch-Augsburgische Kirche in Polen – lutherisch). Der zuständige Pfarrer wohnt in Koszalin (Köslin) und hält die Gottesdienste in der Georgenkirche in Białogard (Belgard) und in  Świdwin (Schivelbein), in Białogard in regelmäßigen Abständen auch in deutscher Sprache.

### Katholische Parochie Lipie (seit 2006)
Seit dem 1. Mai 2006 ist Lipie wie vor 1945 Arnhausen Sitz einer eigenen Pfarrei. Sie gehört zum Dekanat Połczyn-Zdrój (Bad Polzin) im Bistum Koszalin-Kołobrzeg (Erzbistum Stettin-Cammin) der Katholischen Kirche in Polen.
Zur Pfarrgemeinde Lipie gehören die Filialgemeinden Nielep (Nelep) und Rzecino (Retzin) mit zusätzlichen Gottesdienststätten in Jezierzyce (Jeseritz) und Dąbrowa Białogardzka (Damerow). Die Gesamtzahl der Pfarreimitglieder belief sich im Gründungsjahr 2006 auf 1740.

### Kirchengebäude
- Arnhausen: Die (St. Gertrud-?) Kirche bestand in ihren Grundmauern wohl bereits 1462[7] und wurde 1586 von Eckard von Manteuffel, dem damaligen Lehnsträger des Schlosses Arnhausen,  aus Feldsteinen und Ziegeln mit Strebepfeilern erbaut. Sie wurde mehrfach verändert, so 1768 durch einen Anbau an der Ostseite. 1816 erhielt sie einen neuen Chorabschluss. Der Turm war mit Schindeln gedeckt. Nach 1945 wurde das Bauwerk verputzt und bekam ein neues Dach, ebenso der Turm.
- Langen: Die Kirche ist eine ansehnliche Fachwerkkirche von 1845 mit 20 m hohem Turm mit polygonalem Glockenaufsatz. Die Steine wurden aus dem nahen Muglitztal gewonnen.
- Retzin besitzt eine 1862 erbaute Fachwerkkirche. Der Glockenstuhl steht neben dem Gotteshaus.
- Zwirnitz: Die Kapelle ist ein einfaches Fachwerkgebäude, wurde 1870 instand gesetzt und diente ursprünglich der Familie von Wolden als Hauskapelle.
- Lipie: die bis 1945 evangelische Kirche wurde am 7. Januar 1946 von der katholischen Kirche übernommen und trägt heute den Namen „Kirche der Gottesmutter von Częstochowa (Tschenstochau)“.

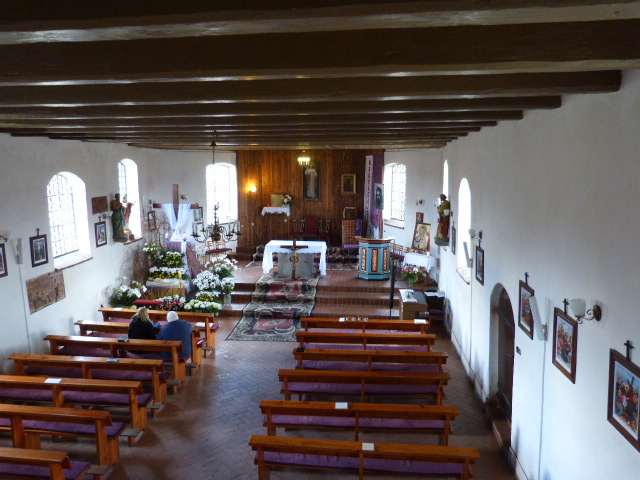
Lipie, Kircheninnenraum
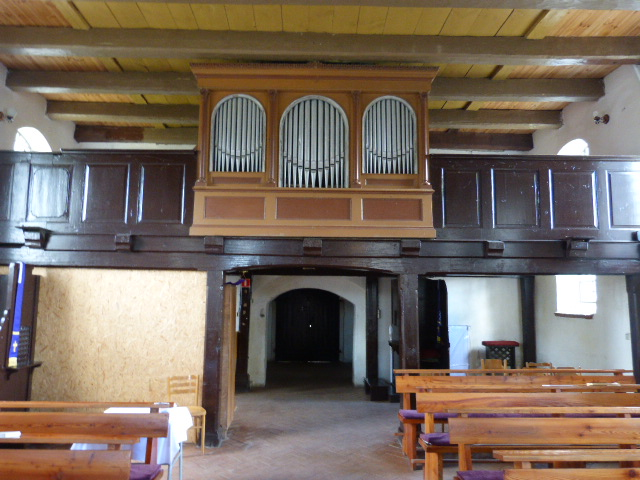
Lipie, Empore mit Orgel
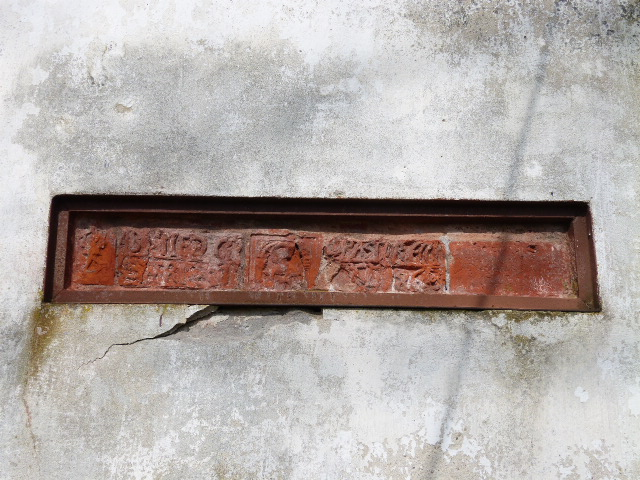
Lipie, Kirche – Setzstein

- Nielep: Auch hier wurde der Kirche der Name „Kirche der Gottesmutter von Częstochowa (Tschenstochau)“ gegeben.
- Rzecino: Das Gotteshaus wurde am 7. Oktober 1957 von der katholischen Kirche übernommen. Es erhielt den Namen „Kirche St. Josef, der Arbeiter“.

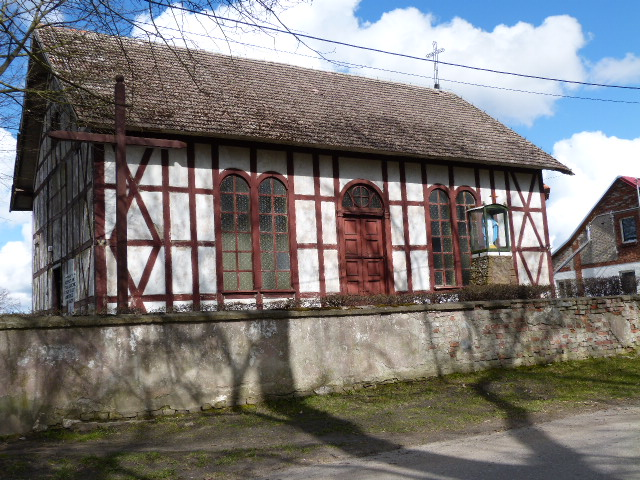
Rzecino, Kirche
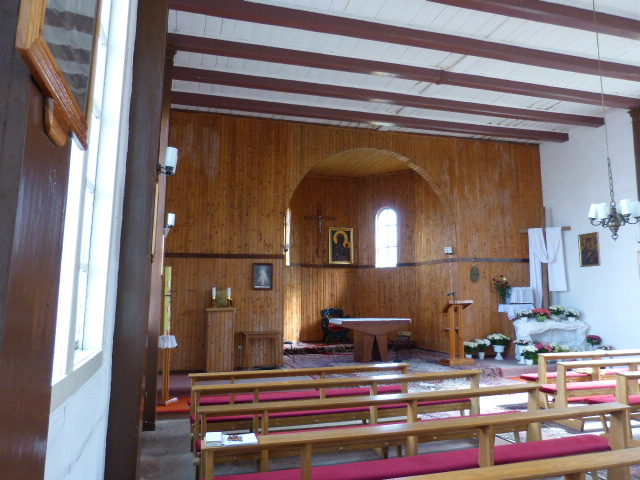
Rzecino, Kirche – Innenansicht
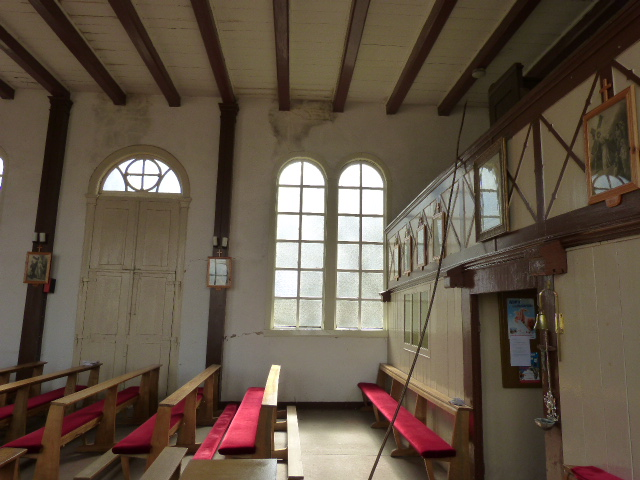
Rzecino, Kirche – Innenansicht, Empore

## Gebürtig aus Arnhausen
- Eckhard von Manteuffel (* 1442 vermutlich in Arnhausen), Ritter, Hofrat der Herzöge von Pommern-Wolgast († 1515)
- Erasmus von Manteuffel-Arnhausen (* um 1475 in Arnhausen), letzter vorreformatorischer Bischof im Bistum Cammin
- Gustav Adolf Meibauer (* 27. Dezember 1821 in Arnhausen), deutscher Jurist und Parlamentarier († 1897)

## Sonstiges
Im Jahre 1806 wurde die Quadriga des Brandenburger Tores in Berlin von Napoleon nach Paris verschleppt, um sie dort aufzustellen. Noch bevor das geschah, wurde er entmachtet, und 1814 kehrte das Viergespann in Kisten verpackt nach Berlin zurück (dessen Einwohner sie danach freundlich „Retourkutsche“ nannten). An dieser Rückführungsaktion soll ein Arnhausener Bürger, nämlich der Huf- und Waffenschmied Franz Gottlieb Hensel, beteiligt gewesen sein: er begleitete den Transport von Paris nach Berlin und half bei der Wiederaufstellung des Siegeswagens auf dem Brandenburger Tor.